# Kim Chul-hwan

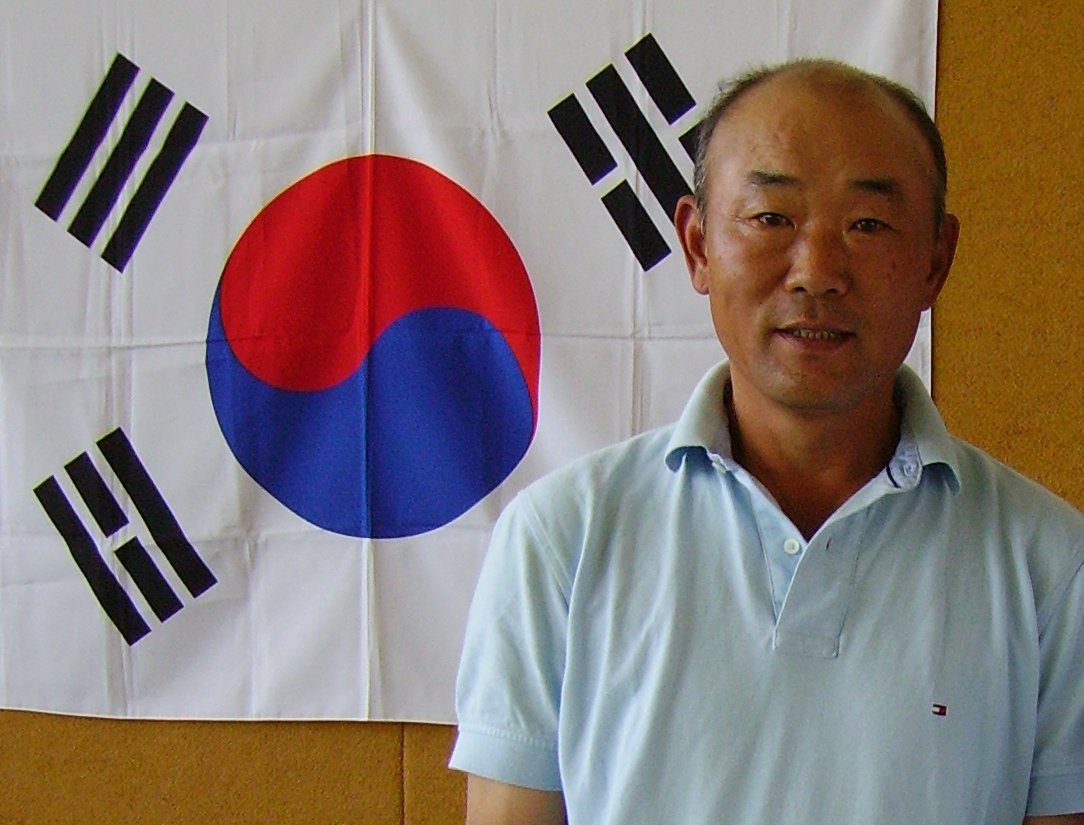
Großmeister Kim, Chul-Hwan 9. Dan (vom 18. Juni 2006)

Kim Chul-hwan (* 12. Dezember 1954 in Korea; † 12. November 2018) war ein Taekwondo-Großmeister und Träger des 9. Dan (WTF-Taekwondo).

## Internationale Wettkampferfolge
Seine Karriere im Kampfsport begann 1963 im Alter von 9 Jahren. Neben 24 koreanischen Titeln gewann er 1973 den Mannschaftstitel mit der koreanischen Nationalmannschaft bei der ersten WTF-Taekwondo Weltmeisterschaft in Seoul (Korea). Ein Jahr später errang er außerdem den Titel des Asienmeisters und wurde in Korea zum Sportler des Jahres gewählt. Mit seinem größten Erfolg, dem Meistertitel bei den Pre World Games 1978 in Seoul schloss er seine aktive Wettkampflaufbahn ab.

## Taekwondo-Lehrer
In Deutschland lebte er seit 1980 und gründete in Aachen Sportschule Kim, eine Taekwondoschule, die bis heute erfolgreich besteht und in der er seine Erfahrung im Training an Erwachsene, aber auch speziell Kinder (Kinder Tae Kwon Do) weitergab. Seine väterliche und warmherzige Art erleichterte besonders den ab 4-jährigen Kindern einen durch Motivation getragenen Einstieg in die Kampfkunst. Dadurch ist die Abbrecherquote unter „seinen“ Kindern so gering, dass sie den Weg fast ausnahmslos bis zum schwarzen Gürtel weitergehen. In Deutschland, insbesondere in Nordrhein-Westfalen und Sachsen, unterstützte er weitere Taekwondovereine und führte Prüfungen und Lehrgänge durch. Zweimal im Jahr veranstaltete er zusammen mit weiteren Großmeistern ein internationales Turnier in Stolberg.
Zu seinen erfolgreichsten Schülern gehörten u. a. ehemalige DTU-Nationalteam Mitglieder, wie z. B.:
- Ute Güster – mehrfache Deutsche Meisterin und Weltmeisterin im Schwergewicht bei den Damen 1983
- Kim Yeon-ji – zweifache Weltmeisterin im Leichtgewicht, 2001 in Seoul und 2003 in Garmisch-Partenkirchen
- Chan-Ok Choi – 5. Platz Olympia 1988 in Seoul, WM-Dritter 1983, u. a. Europameister 1986 und vielfacher Deutscher Meister
- Marcus Ketteniß – Weltmeister Poomsae 2014 / Mexico, 3 facher Europameister, 25 facher internationaler Deutscher Meister

## Privates Umfeld
Kim Chul-hwan war verheiratet. Seine Tochter Kim Yeon-ji ist im Taekwondo international erfolgreich und wurde zweimal Weltmeisterin im Leichtgewicht, 2001 in Seoul (Südkorea) und 2003 in Garmisch-Partenkirchen.

## Veröffentlichungen
Zusammen mit Konstantin Gil schrieb Kim Chul-hwan mehrere Bücher über Taekwondo, u. a. ein vierbändiges Lehrbuch unter dem Titel „Taekwondo perfekt“ im Jaguar Verlag, Hannover (2010).
- Kim Chul-Hwan und Konstantin Gil: Taekwondo Perfekt 1. Jaguar-Verlag, Hannover 2010, ISBN 978-3-9812909-0-5.
- Kim Chul-Hwan und Konstantin Gil: Taekwondo Perfekt 2. Jaguar-Verlag, Hannover 2010, ISBN 978-3-9812909-1-2.
- Kim Chul-Hwan und Konstantin Gil: Taekwondo Perfekt 3. Jaguar-Verlag, Hannover 2011, ISBN 978-3-9812909-2-9.
- Kim Chul-Hwan und Konstantin Gil: Taekwondo Perfekt 4. Jaguar-Verlag, Hannover 2012, ISBN 978-3-9812909-3-6.